# Boppin’B
Boppin’B ist eine seit 1985 aktive Musikgruppe aus Aschaffenburg. Die stilistischen Wurzeln der Band liegen im Rock ’n’ Roll und Rockabilly der 1950er Jahre. Zudem integrieren sie Elemente aus Ska, Swing, Punk und Pop. Boppin’B hat bis heute rund 6000 Konzerte gespielt und über 100.000 Einheiten ihrer ersten zwölf Alben verkauft.

## Geschichte
Boppin'B wurde ursprünglich für einen einmaligen Auftritt im Rahmen eines Schulfestes ihres Gymnasiums von Gitarrist Golo Sturm und Schlagzeuger Thomas Weiser zusammengestellt. Beide spielten schon seit Jahren gemeinsam in verschiedenen Formationen. Als Sänger konnte der ehemalige Mitschüler Dirk Hartmann gewonnen werden, der als Mitglied einer Rockabilly Band (Blue Moon Boys) im Kreis Aschaffenburg auftrat. Als Bassist kam Uli Monjau aus dem gleichen Schuljahrgang hinzu. Nach dem erfolgreichen Auftritt als „Boppin' Bunny & The Be Bop Boys“ entschloss man sich, gemeinsam als Band weiterzumachen.
Der erste offizielle Auftritt folgte im Spätherbst 1985 im damaligen Aschaffenburger „Irish Pub“ unter dem neuen Bandnamen „Boppin’B“. Mit der Zeit kamen weitere Auftritte in immer größerem Radius hinzu, und die Band erarbeitete sich zunehmend gute Reputationen. 1989 fand die Gruppe im Rhein-Main-Gebiet mit „VAMP-Records“ ein Independent-Label, das ihre erste LP Bee-Bop veröffentlichte. Damit legte man den Grundstein für eine Jahrzehnte andauernde Karriere, insbesondere als energetische Live-Band.
Im Jahr 2005 spielte Boppin’B im Vorprogramm von Dick Brave & the Backbeats, was ihnen einen weiteren Popularitätsschub verschaffte. Sie nahmen eine komplette Platte mit Sasha-Hits (u. a. If You Believe, We Can Leave the World) im Rockabilly-Stil auf, die auch in den Musikcharts gelistet wurde. Im Dezember 2022 veröffentlichte die Band ihr momentan aktuelles Album Saxbomb.

## Trivia
Bei Live-Auftritten lassen sich Boppin’B traditionell von ihrer Fangemeinde mit der Antiphrasis „Scheißkapelle“ beschimpfen, üblicherweise als Antwort auf die Frage „Do You feel alright?!“.

## Diskografie

### Alben
- Bee Bop (1989)
- The Look (1991)
- Go! (1993)
- Hits (1994)
- 100 % (1997)
- Scheißkapelle (2000)
- 42 (2003)
- Bop around the Pop (2004)
- Rock’n’Roll Radio (2008)
- B.A.N.G. – Balls Are No Goods (2010)
- Monkey Business (2012)
- Boppin’ B (2015)
- The Bop Won't Stop (2017)
- We Don’t Care (2020)
- Saxbomb (2022-12-02)

### Singles
- The Look (1991)
- Showdown Heiligabend (1995)
- Ein toller Tag (1998)
- If You Believe (2004)
- We Can Leave the World (2004)
- Pack die Badehose ein (2007)
- Radio (2008)
- In the Sun (2019)
- Take Care of Your Hair (2019)
- The Earth Stood Still (2019)
- Can’t Get You Out of My Head (2020)
- How Bad (2020)

### DVDs
- Live, Laut & in Farbe (2005)